# 東北群島
東北群島（英語：North-Eastern Islands）是位在新加坡東北區的一個規劃區，該規劃區由數座島嶼組成，包括德光島、小德光島、烏敏島等。德光島與小德光島上曾有10個村落以上，而烏敏島因盛產花崗岩而一度曾有多處採石場。新加坡武裝部隊目前在德光島設立基本軍事訓練中心，而烏敏島是新加坡少數的城市發展保留地。
整個東北群島規劃區位於柔佛海峽中，與樟宜、巴西立、榜鵝在海上邊界相鄰著。規劃區面積為42.9平方（16.6平方英里），2020年時人口共50人。 

## 歷史

### 德光島
德光島在1850年代時便有馬來人在此居住的紀錄，到1957年時曾一度達到4,169人，這同時是歷史上人口最多的時期，此時有10個村莊的主要居民由中國人組成。1980年代，新加坡政府開始徵收德光島的民用地，島上的居民因而逐漸遷徙至主島上。政府當局另外在德光島與小德光島推行土地開墾及填海造陸工程，預計未來德光島將與小德光島合併為一大島。目前德光島有一部分是軍事要地，新加坡武裝部隊在島上設立基本軍事訓練中心。

### 烏敏島
據歷史記載，1880年代時一位來自加冷河的安笃·士宁（Endut Senin）領導一部分馬來人搬到烏敏島，開始在島上建立馬來人村落。在1950年至1970年之間時人口一度突破2,000人，此時島上設有學校，為當地居民服務。島上學校的學生人數曾一度達到400人，但隨著新加坡的發展以及許多島民遷徙至主島，致使島上學校的入學率逐年下降，最終於1985年關閉，並在2000年4月2日拆除。1956年時，在馬來村（Kampung Melayu）曾設立一所私立馬來人學校，但這所學校也在1970年代末關閉。
自英國在新加坡建立殖民政府以來，該島以盛產花崗岩聞名，因此島上曾有著多處花崗岩採石場來供應當地建築業。島上的花崗岩露頭景觀特別壯觀，這些花崗岩板的溝槽側面佈滿特別的岩紋和岩脊，此特殊景緻曾在约翰·特恩布尔·汤姆森於1850年的油畫作品《rooved stones on Pulo Ubin near Singapore》中展現過。1970年代以後，因島上的採石場關閉，使得工作岡位減少，導致島上的居民逐漸遷離烏敏島。

## 注譯
1. 1 2 3  . City Population.   [2018-11-22]. （原始内容存档于2019-09-20） （英语）.
2. 1 2   (PDF). Ministry of Defence. 1999-08-17  [2016-08-24]. （原始内容存档 (PDF)于2020-09-02） （英语）.
3. ↑  . YourSingapore.   [2016-09-05]. （原始内容存档于2017-02-19） （英语）.
4. ↑  Poh Seng & Leong Sze 2012，第10頁.
5. ↑  Poh Seng & Leong Sze 2012，第34頁.
6. ↑  Omar, Marsita. . National Library Board.   [2024-02-26]. （原始内容存档于2024-02-26） （英语）.
7. ↑  . The Straits Times. 2013-10-06  [2016-08-24]. （原始内容存档于2014-12-20） （英语）.
8. ↑  Chua 2000，第36頁.
9. ↑  Chua 2000，第39頁.